# Scapania javanica
Scapania javanica là một loài rêu tản trong họ Scapaniaceae. Loài này được Gottsche miêu tả khoa học lần đầu tiên năm 1853.